# A Caddy for Daddy
A Caddy for Daddy è un album di Hank Mobley, pubblicato dalla Blue Note Records nel settembre del 1967.I brani dell'album furono registrati il 18 dicembre 1965 al Van Gelder Studio di Englewood Cliffs, New Jersey (Stati Uniti).

## Tracce
Lato A
1. A Caddy for Daddy – 9:15 (Hank Mobley)
2. The Morning After – 9:35 (Hank Mobley)

Lato B
1. Venus Di Mildew – 7:05 (Wayne Shorter)
2. Ace Deuce Trey – 7:10 (Hank Mobley)
3. 3rd Time Around[3] – 6:10 (Hank Mobley)

## Musicisti
- Hank Mobley - sassofono tenore
- Lee Morgan - tromba
- Curtis Fuller - trombone (tranne nel brano: B1)[2]
- McCoy Tyner - pianoforte
- Bob Cranshaw - contrabbasso
- Billy Higgins - batteria